# Сверхаддитивный эффект
Сверхаддитивный эффект — результат групповой деятельности, количественно и качественно более высокий по сравнению с индивидуальной работой. Возникает в малой группе при её приближении уровнем развития к коллективу вследствие более четкого разделения обязанностей, координации действий и установления хороших деловых и личных взаимоотношений между сотрудниками.
Слово «сверхаддитивный» означает «превосходящий сумму». Соответственно, имеется в виду дополнительная прибавка в продуктивности групповой работы, превосходящая сумму вкладов отдельно друг от друга работающих людей. Чем выше сверхаддитивный эффект, тем больше превосходство групповой работы над индивидуальной работой:75—76.
Превосходство группы над индивидами обеспечивается рядом факторов, которые имеются в группе, но отсутствуют у отдельных людей. Среди таких факторов можно назвать, например, разделение труда, при котором каждый член группы может достигать совершенства в отдельном виде деятельности, и более высокую концентрацию членов группы на своей работе, в то время как индивид вынужден постоянно переключать внимание с одного вида деятельности на другой:75—76.